# وسترن داونز ریجن
وسترن داونز ریجن (به انگلیسی: Western Downs Region) یک منطقهٔ مسکونی در استرالیا است که در کوئینزلند واقع شده‌است.